# Musaeus (geslacht)
Musaeus is een monotypisch geslacht van spinnen uit de  familie van de Thomisidae (krabspinnen).

## Soort
- Musaeus politus Thorell, 1890